# Theodor Svedberg
Theodor (The) Svedberg (n. 30 august 1884, Valbo church parish⁠(d), Comitatul Gävleborg, Suedia – d. 25 februarie 1971, Örebro, Suedia) a fost un chimist suedez, laureat al Premiului Nobel pentru chimie (1926).